# Nkowe
Nkowe è una circoscrizione mista (mixed ward) della Tanzania situata nel distretto di Ruangwa, regione di Lindi. Conta una popolazione di 5 264 abitanti (censimento 2012).